# Gli adoratori del male
Gli adoratori del male (Children of the Corn V: Fields of Terror) è un film del 1998 diretto da Ethan Wiley, ispirato al racconto I figli del grano contenuto nella raccolta A volte ritornano di Stephen King.
L'edizione home video è stata distribuita con il titolo Children of the Corn V - Gli adoratori del male.

## Trama
Sei ragazzi di un college, sbagliando strada si ritrovano in un posto chiamato Divinity Falls. L'atmosfera è assai inquietante e, quando si accingono ad abbandonare il luogo, scoprono che i bambini del paese sono controllati da una forza maligna che li porta a sterminare gli adulti. La trama è la medesima di tutta la saga "Children of the Corn" (Grano rosso sangue) tratta dal famoso racconto di Stephen King.

## Distribuzione
Il film fu distribuito in patria in modalità direct-to-video il 21 giugno 1998.
In Italia uscì nelle sale cinematografiche il 30 giugno 2000.